# Collège des ingénieurs
El Collège des Ingénieurs (CDI) és una institució privada d'ensenyament de postgrau en gestió exclusivament per a graduats en enginyeria i ciències naturals (totes les assignatures STEM ). El CDI es va fundar a França el 1986 i a Alemanya el 1995 en cooperació amb empreses internacionals.
Els graduats admesos al CDI provenen de reconegudes universitats d'Europa i Amèrica i han acabat els estudis amb uns resultats superiors a la mitjana. Rebràs formació en gestió ( MBA ) al CDI i treballaràs en un projecte en una empresa. El programa CDI està finançat per les empreses associades i és gratuït per als participants.
El Collège des ingénieurs té delegacions a París, Munic i Torí.